# Hành trình công lý
Hành trình công lý (tên cũ: Người vợ tốt) là một bộ phim truyền hình được thực hiện bởi Trung tâm Phim truyền hình Việt Nam, Đài Truyền hình Việt Nam do Nguyễn Mai Hiền làm đạo diễn. Phim được mua kịch bản chuyển thể từ bộ phim truyền hình The Good Wife của Hoa Kỳ năm 2009. Phim phát sóng vào lúc 21h40 thứ 2, 3, 4 hàng tuần bắt đầu từ ngày 10 tháng 10 năm 2022 và kết thúc vào ngày 18 tháng 1 năm 2023 trên kênh VTV3.

## Nội dung
Hành trình công lý xoay quanh câu chuyện của Anh Phương (Hồng Diễm) và gia đình hoàn hảo của cô với Đức Hoàng (Việt Anh). Phương tốt nghiệp hạng ưu ngành luật nhưng cô quyết định từ bỏ công việc luật sự đầy hứa hẹn về làm hậu phương vững chắc cho chồng. Biến cố xảy ra khi một clip được phát tán ghi lại cảnh ngoại tình của Hoàng với cô gái trẻ xinh đẹp. Cho rằng mình bị gài bẫy, Hoàng tự thân điều tra nhưng khi anh vừa lờ mờ tìm ra manh mối, cô gái trong đoạn clip đó bị ám sát. Hoàng lập tức trở thành nghi can giết người. Cay đắng và suy sụp khi bị phản bội, mất niềm tin, hoang mang vì chồng có thể ngồi tù, những đứa con không còn bố bên cạnh, Phương tưởng chừng sắp gục ngã. Nhưng với sự giúp đỡ của Nguyệt (Thu Quỳnh) và Quân (Quốc Huy), cô vực dậy từ người nội trợ suốt hơn chục năm trở lại với công việc luật sư. Trong hình ảnh một cô luật sư đầy lý trí nhưng cũng đầy cảm xúc, Phương làm lại từ đầu, tìm lại niềm tin, tìm lại giá trị bản thân, tìm ra sự thật và biết được phần nào nỗi ẩn ức của người chồng bị gài bẫy.

## Diễn viên

### Diễn viên chính
- Hồng Diễm trong vai Trần Anh Phương[2][4]
- Việt Anh trong vai Phạm Đức Hoàng[5]
- Như Quỳnh trong vai Bà Giang[6]
- Quốc Huy trong vai Huỳnh Mạnh Quân[2][7]
- Thu Quỳnh trong vai Hoàng An Nguyệt[2][8]
- Hà Việt Dũng trong vai Trịnh Tuấn Hùng[9]

### Diễn viên phụ
- Trung Anh trong vai Bố Quân
- Trọng Trinh trong vai Ông Dũng
- Quốc Trị trong vai Ông Trần Tráng
- Minh Hòa trong vai Bà Trang[10]
- Phú Thăng trong vai Trần Điền
- Việt Thắng trong vai Viện trưởng Viện Kiểm sát tỉnh Việt An
- Đức Hùng trong vai Vỹ[11]
- Huỳnh Hồng Loan trong vai Diệu
- Vũ Hồng Thái trong vai Phạm Đức Khang[12]
- Tân Anh trong vai Bé Thư
- Viết Liên trong vai Ông Vương Quang Hữu[13]
- Thùy Liên trong vai Bà Chanh
- Thu Huyền trong vai Dung[14]
- Doãn Quốc Đam trong vai Hoàng Minh Cường[15]
- Nguyễn Huyền Trang trong vai Tống Thanh Hà[16]
- Minh Hà trong vai Ly
- Trần Vân trong vai Thương
- Phương Hạnh trong vai Bà Nga
- Thanh Tú trong vai Mai
- Trương Mạnh Đạt trong vai Tân
- Tiến Lộc trong vai Nguyễn Đình Việt
- Phạm Anh Tuấn trong vai Thái
- Ngô Minh Hoàng trong vai Thịnh
- Đậu Hồng Phúc trong vai Kiều Anh
- Phương My trong vai Đỗ Phương Huyền[17]
- Hoàng Du Ka trong vai Em trai Quân
- Trương Hoàng trong vai Cảnh
- Hoàng Công trong vai Trung tá Nguyễn Ngọc Tú
- Trung Tuấn trong vai Thượng uý Đặng Hồng Phúc
- Hoàng Ngọc Hải trong vai Kiểm sát viên Lê Anh Vũ
- Nguyễn Kim Oanh trong vai Hà Thu Lan
- Thanh Hương trong vai Lê Ngọc Mai
- Hoàng Huy trong vai Trưởng họ
- Trịnh Huyền trong vai Xoan
- Hoàng Tùng trong vai Trần Văn Tấn
- Cù Thị Trà trong vai Thanh
- Dương Khánh trong vai Phi
- Lê Tuấn Anh trong vai Lượng
- Nguyễn Mạnh Hà trong vai Duy
- Thu Hương trong vai Bà Chút
- Xuân Hiền trong vai Kiệt
- Trúc Quỳnh trong vai Vợ Lượng
- Kim Dung trong vai Lý
- Minh Sìn trong vai Trần Đinh
  - Phạm Tuấn Anh trong vai Đinh (lúc trẻ)
- Ngô Lệ Quyên trong vai Vợ Đinh

- NSUT Đỗ Kỷ trong vai Phó Viện truởng viện kiểm sát tỉnh Việt An

Cùng một số diễn viên khác....

## Sản xuất
Hành trình công lý do Nguyễn Mai Hiền đạo diễn, với kịch bản chấp bút bởi Nguyễn Trung Dũng và Thiếu tá Vũ Liêm, phó giám đốc Điện ảnh Công an Nhân dân, theo đơn đặt hàng từ Trung tâm Phim truyền hình Việt Nam (VFC). Phim có độ dài 45 tập, chuyển thể từ loạt phim nổi tiếng The Good Wife của đài CBS (Hoa Kỳ). Phần kịch bản được nhóm biên kịch viết trong 2 năm, có sự trao đổi nhiều lần với chuyên gia kịch bản CBS và các luật sư Viện Kiểm sát nhân dân tối cao để xây dựng tình tiết sinh động, đúng với chuyên môn ngành nghề nhưng vẫn thực tế, gần gũi với khán giả Việt. Vì bản gốc chứa nội dung liên quan đến chính trị và luật pháp không phù hợp với bối cảnh văn hóa xã hội tại Việt Nam, phim đã chuyển hẳn sang thể loại sang tâm lý-tình cảm gia đình và chỉ giữ lại hình mẫu nhân vật nữ chính ban đầu vào bản phim Việt.
Tác phẩm đánh dấu sự trở lại của Hồng Diễm kể từ bộ phim truyền hình năm 2020 Hướng dương ngược nắng; sự tái xuất cặp đôi Việt Anh – Hồng Diễm sau Chàng trai đa cảm. Đây cũng là lần đầu tiên Quốc Huy tham gia một dự án phim của VFC. Sau khi nghỉ việc khỏi VTV, MC Minh Hà đã diễn một vai nhỏ trong phim sau 7 năm dừng diễn xuất. Quá trình ghi hình bộ phim kéo dài 7 tháng, kết thúc vào tháng 1 năm 2023.

### Phát sóng
Buổi họp báo ra mắt phim được tổ chức vào ngày 3 tháng 10 năm 2022. Tác phẩm chính thức lên sóng sau đó trên kênh VTV3, trong khung giờ 21h40 thứ 2, 3, 4 hàng tuần từ ngày 10 tháng 10 cùng năm và kết thúc vào 18 tháng 1 năm 2023.

## Tiếp nhận
Từ trước khi phát sóng, Hành trình công lý đã được nhiều người kỳ vọng là "bom tấn tiếp theo" của VTV vì kịch bản làm lại từ một series truyền hình nổi tiếng của Mỹ. Tại thời điểm lên sóng, bộ phim nằm trong top 10 chương trình có tỷ suất người xem lớn nhất cả nước và giữ thứ hạng cao trong nhiều tuần liên tiếp. Các trích đoạn của phim trên trang Facebook nhà đài cũng thu về lượng quan tâm rất lớn cùng vô số bình luận. Dù vậy, ngay từ những tập đầu, phim đã vấp phải nhiều ý kiến và phê bình trái chiều từ người xem.
Sau phần mở đầu thành công thu hút khán giả, mạch phim ở đoạn sau tác phẩm đã bị phàn nàn vì tập trung quá nhiều vào chuyện gia đình nhưng cốt truyện chính chưa có tình tiết mới và lẫn lộn với các vụ án khác mà trở nên "loãng", "đuối". Vấn đề này vẫn tiếp diễn cho đến những tập cuối của phim. Các "điểm trừ" khác cũng được chỉ ra, bao gồm việc tình tiết phim bị sắp xếp "lộn xộn" và gây khó hiểu; kịch bản "thiếu sáng tạo hoặc có đột phá"; nhồi nhét nhiều tình tiết "vô lý" ở nhân vật khiến người xem "mệt mỏi"; trùng lặp diễn viên ở những bộ phim phát sóng trước đó gây nên sự nhàm chán; và sự kết hợp giữa Việt Anh và Hồng Diễm "chưa được như mong đợi". Có ý kiến đã xem tác phẩm là một "bom xịt" của truyền hình năm 2022. Trái ngược với những nhận xét không tốt về bộ phim, một bộ phận khán giả khác bày tỏ sự thông cảm với nhà làm phim cũng như nói rằng những ai "không xem phim thì tắt tivi".
Không dừng lại ở nội dung phim, hình tượng nhân vật chính do Hồng Diễm thủ vai sớm trở thành chủ đề của những bình luận tiêu cực vì tính cách và hành xử của nhân vật trong lĩnh vực chuyên môn, được cho là vì lạm dụng yếu tố kịch tính quá đà. Những tình tiết về sau khi nhân vật của Hồng Diễm trở lại công việc đã bị nhiều người, trong đó có người trong nghề, chỉ trích vì sai "cơ bản" chuyên môn, ví dụ như nhân vật công khai tìm bằng chứng chống lại thân chủ vì cho rằng họ không đúng. Các ý kiến cũng phân tích sau một nửa thời lượng phim phát sóng, việc nhân vật nữ chính vẫn tiếp tục ám ảnh bởi việc chồng ngoại tình và thậm chí có ý định tự tử là "không hợp lý" vì ban đầu cô đã lấy lại tinh thần và gánh vác trách nhiệm gia đình. Họ cho rằng điều này khiến kịch bản trở nên "luẩn quẩn". Tuy vậy, có những ý kiến phản bác, nói rằng đây là dụng ý của tác giả để khắc họa sự thiếu kinh nghiệm của nhân vật, dù trước đó nhân vật được tiết lộ là đã tốt nghiệp ngành luật loại giỏi. Diễn biến tâm lý của nhân vật do Hồng Diễm vào vai cũng được nhận định là phù hợp theo phân tích từ một số khán giả sau các tập phim.
Tuy diễn xuất Hồng Diễm trong phim nhận nhiều lời khen ngợi và gây được sự đồng cảm, một số ý kiến lại cho rằng hoàn cảnh nhân vật của Hồng Diễm trùng lặp với vai chính cô từng đảm nhận trước đó trong Hoa hồng trên ngực trái và rằng vai diễn của cô chỉ mới "lột xác nhưng chưa bứt phá".
Ở các tập về cuối, phim bị cho là thêm nhiều tuyến nhân vật phụ "mờ nhạt" và khiến nội dung sa đà vào những mối quan hệ phức tạp. Tập cuối của bộ phim đã gây nên phản ứng cho khán giả vì chọn một cái kết mở và những mâu thuẫn giữa các nhân vật chưa được giải quyết rõ.

### Đánh giá
Phần lớn đánh giá phê bình về bộ phim là tiêu cực. Một bài viết của trang VietNamNet đã xem Hành trình công lý là "bước lùi của phim Việt hóa" kể từ bộ phim Người phán xử phát sóng năm 2017, gọi đây là "bản Việt hóa thất bại" của The Good Wife với một thông điệp khó hiểu và chứa nhiều tình tiết lan man, khó nắm bắt. Trong khi đó, báo Thể thao & Văn hóa nhận xét cách dẫn dắt của bộ phim "quá lan man" khi cần đến 9 tập để "mở bài phim", cũng như chỉ ra các yếu điểm trong việc xây dựng nhân vật, cho rằng phim "phí phạm" một dàn nhân vật từ bản phim gốc và từ đó đã "phá nát nguyên tác The Good Wife mà khán giả hằng yêu thích".

## Tranh cãi
Bộ phim từng gây ra tranh cãi khi xuất hiện nhiều cảnh nóng trong các tập phim liên tiếp mà không có cảnh báo trước tới người xem. Tuy phim phát vào khung giờ tối muộn, được mặc định là không dành cho khán giả nhỏ tuổi, nhưng thói quen của khán giả, trong đó có trẻ em, vẫn khiến phụ huynh "khó xử" và gây khó chịu khi theo dõi. Đạo diễn Mai Hiền đã khẳng định các cảnh phim trên không nhằm mục đích "câu view" mà có mối liên hệ với tình tiết phim. Điều này sau đó làm dấy lên câu hỏi về vấn đề dán nhãn và phân loại đối tượng khán giả trên các kênh sóng truyền hình nội địa.

## Giải thưởng
| Năm  | Giải thưởng                                     | Hạng mục                              | (Người) đề cử | Kết quả   | Tham khảo            |
| ---- | ----------------------------------------------- | ------------------------------------- | ------------- | --------- | -------------------- |
| 2022 | Ấn tượng VTV                                    | Nữ diễn viên ấn tượng                 | Hồng Diễm     | Đề cử     | [ 56 ] [ 57 ] [ 58 ] |
| 2022 | Nghệ sĩ tiêu biểu lĩnh vực Nghệ thuật biểu diễn | Diễn viên truyền hình nổi bật của năm | Thu Quỳnh     | Đoạt giải | [ 59 ] [ 60 ] [ 61 ] |